# Государственный секретарь (старый режим Испании)
Государственный секретарь в Испании в период с 1714 по 1841 год был институциональной должностью, выполнявшей министерские функции министра по прямому делегированию, по усмотрению и на основе доверия короля. Происхождение поста связано с секретарями Государственного Совета XVI века, но с реформами Филиппа V именно Государственный секретариат и канцелярия исп. Secretaría de Estado y del Despacho) приобретают наибольшее значение в государственной структуре, формируемой по конкретным вопросам с 1714 года.

## Секретари Универсального бюро
| Портрет | Фамилия | Срок полномочий      | Срок полномочий     | Срок полномочий             | Монарх                      |
| Портрет | Фамилия | Вступил в должность  | Покинул должность   | Дни                         | Монарх                      |
| --- | --- | -------------------- | ------------------- | --------------------------- | --------------------------- |
| | Педро Фернандес дель Кампо и Ангуло маркиз Мехорада исп. Pedro Fernández del Campo y Angulo, Marqués de Mejorada                           | 11 июля 1705 года    | 15 апреля 1714 года | 3200                        | Король Филипп V (1700—1724) |
| Мануэль де Вадильо и Веласко исп. Manuel de Vadillo y Velasco                                                                              | 15 апреля 1714 года | 30 ноября 1714 года  | 229                 |                             | Король Филипп V (1700—1724) |
| Хосе де Гримальдо и Гутьеррес де Солорсано маркиз Гримальдо исп. José de Grimaldo y Gutiérrez de Solórzano, Marqués de Grimaldo (1-й срок) | 30 ноября 1714 года | 14 января 1724 года  | 3332                |                             | Король Филипп V (1700—1724) |
| Хуан Баутиста де Орендайн и Аспиликуэта исп. Juan Bautista de Orendáin y Azpilicueta (1-й срок)                                            | 14 января 1724 года | 4 сентября 1724 года | 234                 | Король Луис I (1724)        |                             |
| Хосе де Гримальдо и Гутьеррес де Солорсано маркиз Гримальдо исп. José de Grimaldo (2-й срок)                                               | 4 сентября 1724 года | 12 декабря 1725 года | 464                 | Король Филипп V (1724—1746) |                             |
| | Хуан Гильермо Рипперда герцог Рипперда исп. Juan Guillermo Ripperdá, Duque de Ripperdá                                                     | 12 декабря 1725 года | 14 апреля 1726 года | Король Филипп V (1724—1746) | 123                         |
| | Хосе де Гримальдо и Гутьеррес де Солорсано маркиз Гримальдо исп. José de Grimaldo y Gutiérrez de Solórzano, Marqués de Grimaldo (3-й срок) | 14 апреля 1726 года  | 1 октября 1726 года | Король Филипп V (1724—1746) | 170                         |
| Хуан Баутиста де Орендайн и Аспиликуэта маркиз Ла Пас исп. Juan Bautista Orendáin y Azpilicueta, Marqués de La Paz (2-й срок)              | 1 октября 1726 года | 21 ноября 1734 года  | 2973                | Король Филипп V (1724—1746) |                             |

## Государственные секретари
| Портрет | Фамилия | Срок полномочий       | Срок полномочий       | Срок полномочий                 | Монарх                         |
| Портрет | Фамилия | Вступил в должность   | Покинул должность     | Дни                             | Монарх                         |
| --- | --- | --------------------- | --------------------- | ------------------------------- | ------------------------------ |
| | Хосе Патиньо и Росалес исп. José de Patiño y Rosales | 21 ноября 1734 года   | 3 ноября 1736 года    | 476                             | Король Филипп V (1724—1746)    |
| | Себастьян де ла Куадра и Льерена 1-й маркиз Вильяриас исп. Sebastián de la Cuadra y Llerena, I Marqués de Villarías                                                     | 26 ноября 1736 года   | 4 декабря 1746 года   | 3660                            | Король Филипп V (1724—1746)    |
| | Хосе де Карвахаль и Ланкастер исп. José de Carvajal y Lancaster | 4 декабря 1746 года   | 9 апреля 1754 года    | 2683                            | Король Фернандо VI (1746—1759) |
| | Фернандо де Сильва и Альварес де Толедо 12-й герцог Альба исп. Fernando de Silva y Álvarez de Toledo, XII Duque de Alba                                                 | 9 апреля 1754 года    | 15 мая 1754 года      | 36                              | Король Фернандо VI (1746—1759) |
| | Рикардо Валь и Деверё исп. Ricardo Wall y Devereux | 15 мая 1754 года      | 10 августа 1759 года  | 1913                            | Король Фернандо VI (1746—1759) |
| 10 августа 1759 года | Рикардо Валь и Деверё исп. Ricardo Wall y Devereux | 9 октября 1763 года   | 1521                  | Король Карл III (1759—1788)     |                                |
| | Пабло Херонимо де Гримальди и Паллавичини 1-й герцог Гримальди исп. Pablo Jerónimo de Grimaldi y Pallavicini, I Duque de Grimaldi                                       | 9 октября 1763 года   | 19 февраля 1777 года  | Король Карл III (1759—1788)     | 4882                           |
| | Хосе Моньино и Редондо 1-й граф Флоридабланка исп. José Moñino y Redondo, I Conde de Floridablanca                                                                      | 19 февраля 1777 года  | 14 декабря 1788 года  | Король Карл III (1759—1788)     | 4316                           |
| 14 декабря 1788 года | Хосе Моньино и Редондо 1-й граф Флоридабланка исп. José Moñino y Redondo, I Conde de Floridablanca                                                                      | 28 февраля 1792 года  | 1171                  | Король Карл IV (1788—1808)      |                                |
| | Педро Пабло Абарка де Болеа и Хименес де Урреа 10-й граф Аранда исп. Pedro Pablo Abarca de Bolea y Ximénez de Urrea, X Conde de Aranda И. о. Государственного секретаря | 28 февраля 1792 года  | 15 ноября 1792 года   | Король Карл IV (1788—1808)      | 261                            |
| | Мануэль де Годой и Альварес де Фариа герцог Алькудия исп. Manuel de Godoy y Álvarez de Faria, Duque de Alcudia                                                          | 15 ноября 1792 года   | 28 марта 1798 года    | Король Карл IV (1788—1808)      | 1959                           |
| | Франсиско Сааведра де Сангронис исп. Francisco Saavedra de Sangronis И. о. Государственного секретаря до 6 сентября 1798 года                                           | 30 марта 1798 года    | 12 февраля 1799 года  | Король Карл IV (1788—1808)      | 319                            |
| | Мариано Луис де Уркихо и Муга исп. Mariano Luis de Urquijo y Muga И. о. Государственного секретаря                                                                      | 12 февраля 1799 года  | 13 декабря 1799 года  | Король Карл IV (1788—1808)      | 304                            |
| Педро Севальос Герра исп. Pedro Cevallos Guerra (1-й срок) | 13 декабря 1799 года | 3 марта 1808 года     | 3002                  | Король Карл IV (1788—1808)      |                                |
| Гонсало О’Фаррилл и Эррера исп. Gonzalo O'Farrill y Herrera И. о. Государственного секретаря                                                                                    | 3 марта 1808 года | 19 марта 1808 года    | 16                    | Король Карл IV (1788—1808)      |                                |
| Педро Севальос Герра исп. Pedro Cevallos Guerra (2-й срок) | 19 марта 1808 года | 7 июля 1808 года      | 110                   | Король Фернандо VII (1808)      |                                |
| Мариано Луис де Уркихо и Муга исп. Mariano Luis de Urquijo y Muga (2-й срок) | 7 июля 1808 года | 27 июня 1813 года     | 1816                  | Король Хосе I (1808—1813)       |                                |
| | Хуан О’Донохью О’Риан исп. Juan O'Donoju O'Ryan И. о. Государственного секретаря                                                                                        | 10 октября 1813 года  | 17 октября 1813 года  | Король Хосе I (1808—1813)       | 7                              |
| | Фернандо де Ласерна исп. Fernando de Laserna И. о. Государственного секретаря                                                                                           | 17 октября 1813 года  | 3 декабря 1813 года   | Король Хосе I (1808—1813)       | 47                             |
| Хосе Луяндо и Диес исп. José Luyando y Díez И. о. Государственного секретаря | 3 декабря 1813 года | 4 мая 1814 года       | 152                   | Король Фернандо VII (1813—1833) |                                |
| | Хосе Мигель де Карвахаль-Варгас и Манрике де Лара 2-й герцог Сан-Карлос исп. José Miguel de Carvajal-Vargas y Manrique de Lara, II Duque de San Carlos                  | 4 мая 1814 года       | 15 ноября 1814 года   | Король Фернандо VII (1813—1833) | 195                            |
| | Педро Севальос Герра исп. Pedro Cevallos Guerra (3-й срок) | 15 ноября 1814 года   | 24 января 1816 года   | Король Фернандо VII (1813—1833) | 435                            |
| Хуан Эстебан Лосано де Торрес исп. Juan Esteban Lozano de Torres | 24 января 1816 года | 26 января 1816 года   | 2                     | Король Фернандо VII (1813—1833) |                                |
| Педро Севальос Герра исп. Pedro Cevallos Guerra (4-й срок) | 26 января 1816 года | 30 октября 1816 года  | 278                   | Король Фернандо VII (1813—1833) |                                |
| | Хосе Гарсия де Леон и Писсарро исп. José García de León y Pizarro | 30 октября 1816 года  | 14 сентября 1818 года | Король Фернандо VII (1813—1833) | 684                            |
| | Карлос Мартинес де Ирухо и Такон исп. Carlos Martínez de Irujo y Tacón И. о. Государственного секретаря                                                                 | 14 сентября 1818 года | 12 июня 1819 года     | Король Фернандо VII (1813—1833) | 271                            |
| | Мануэль Гонсалес Сальмон и Гомес де Торрес исп. Manuel González Salmón y Gómez de Torres И. о. Государственного секретаря                                               | 12 июня 1819 года     | 12 сентября 1819 года | Король Фернандо VII (1813—1833) | 92                             |
| | Хоакин Хосе Мельгарехо и Саурин герцог Сан-Фернандо де Кирога исп. Joaquín José Melgarejo y Saurín, Duque de San Fernando de Quiroga                                    | 12 сентября 1819 года | 18 марта 1820 года    | Король Фернандо VII (1813—1833) | 188                            |
| Хуан Хабат Асталь исп. Juan Jabat Aztal И. о. Государственного секретаря | 18 марта 1820 года | 18 марта 1820 года    | 1                     | Король Фернандо VII (1813—1833) |                                |
| | Эваристо Перес де Кастро Брито исп. Evaristo Pérez de Castro y Brito | 18 марта 1820 года    | 2 марта 1821 года     | Король Фернандо VII (1813—1833) | 349                            |
| | Хоакин Андуага Куэнка исп. Joaquín Anduaga Cuenca И. о. Государственного секретаря                                                                                      | 2 марта 1821 года     | 23 апреля 1821 года   | Король Фернандо VII (1813—1833) | 52                             |
| Франсиско де Паула Эскудеро и Рамирес де Арельяно исп. Francisco de Paula Escudero y Ramírez de Arellano И. о. Государственного секретаря                                       | 23 апреля 1821 года | 23 апреля 1821 года   | 1                     | Король Фернандо VII (1813—1833) |                                |
| Эусебио Бардахи и Асара исп. Eusebio Bardají y Azara | 23 апреля 1821 года | 8 января 1822 года    | 260                   | Король Фернандо VII (1813—1833) |                                |
| Рамон Лопес Пелегрин исп. Ramón López Pelegrín И. о. Государственного секретаря                                                                                                 | 8 января 1822 года | 24 января 1822 года   | 16                    | Король Фернандо VII (1813—1833) |                                |
| Хосе Габриэль де Сильва и Басан маркиз Санта-Крус исп. José Gabriel de Silva y Bazán, Marqués de Santa Cruz                                                                     | 24 января 1822 года | 30 января 1822 года   | 6                     | Король Фернандо VII (1813—1833) |                                |
| Рамон Лопес Пелегрин исп. Ramón López Pelegrín И. о. Государственного секретаря                                                                                                 | 30 января 1822 года | 28 февраля 1822 года  | 29                    | Король Фернандо VII (1813—1833) |                                |
| | Франсиско де Паула Мартинес де ла Роса и Бердехо исп. Francisco de Paula Martínez de la Rosa y Berdejo                                                                  | 28 февраля 1822 года  | 5 августа 1822 года   | Король Фернандо VII (1813—1833) | 158                            |
| | Эваристо Фернандес де Сан-Мигель и Вальедор исп. Evaristo Fernández de San Miguel y Valledor И. о. Государственного секретаря до 28 февраля 1822 года                   | 5 августа 1822 года   | 25 апреля 1823 года   | Король Фернандо VII (1813—1833) | 264                            |
| | Хосе Мануэль Вадильо исп. José Manuel Vadillo И. о. Государственного секретаря                                                                                          | 25 апреля 1823 года   | 7 мая 1823 года       | Король Фернандо VII (1813—1833) | 12                             |
| Сантьяго Усос и Моши исп. Santiago Usoz y Moxi И. о. Государственного секретаря                                                                                                 | 7 мая 1823 года | 13 мая 1823 года      | 6                     | Король Фернандо VII (1813—1833) |                                |
| | Хосе Мария Пандо де ла Рива и Рамирес де Ларедо исп. José María Pando de la Riva y Ramírez de Laredo                                                                    | 13 мая 1823 года      | 29 августа 1823 года  | Король Фернандо VII (1813—1833) | 108                            |
| | Луис Мария Саласар и Саласар исп. Luis María de Salazar y Salazar И. о. Государственного секретаря                                                                      | 29 августа 1823 года  | 4 сентября 1823 года  | Король Фернандо VII (1813—1833) | 6                              |
| Хуан Антонио Яндиола Гарай исп. Juan Antonio Yandiola Garay И. о. Государственного секретаря                                                                                    | 4 сентября 1823 года | 6 сентября 1823 года  | 2                     | Король Фернандо VII (1813—1833) |                                |
| Хосе Луяндо и Диес исп. José Luyando y Díez (2-й срок) | 6 сентября 1823 года | 1 октября 1823 года   | 24                    | Король Фернандо VII (1813—1833) |                                |
| Виктор Дамиан Саэс и Санчес-Майор исп. Víctor Damián Sáez y Sánchez-Mayor И. о. Государственного секретаря до 7 августа 1823 года (против правительства до 1 октября 1823 года) | 25 апреля 1823 года | 2 декабря 1823 года   | 221                   | Король Фернандо VII (1813—1833) |                                |
| | Карлос Мартинес де Ирухо и Такон 1-й маркиз Каса Ирухо исп. Carlos Martínez de Irujo y Tacón, 1st Marqués de Casa Irujo (2-й срок)                                      | 2 декабря 1823 года   | 18 января 1824 года   | Король Фернандо VII (1813—1833) | 47                             |
| | Нарсисо Фернандес де Эредия и Бехинес де лос Риос 2-й граф Эредия-Спинола исп. Narciso Fernández de Heredia y Begines de los Ríos, II Conde de Heredia-Spínola          | 18 января 1824 года   | 11 июля 1824 года     | Король Фернандо VII (1813—1833) | 175                            |
| | Луис Мария де Саласар и Саласар исп. Luis María de Salazar y Salazar И. о. Государственного секретаря                                                                   | 11 июля 1824 года     | 11 июля 1824 года     | Король Фернандо VII (1813—1833) | 1                              |
| | Франсиско Сеа Бермудес исп. Francisco Cea Bermúdez (1-й срок) | 11 июля 1824 года     | 24 октября 1825 года  | Король Фернандо VII (1813—1833) | 470                            |
| | Педро де Алькантара Альварес де Толедо и Сальм Сальм 13-й герцог Инфантадо исп. Pedro Alcantara Álvarez de Toledo y Salm Salm, XIII Duque del Infantado                 | 24 октября 1825 года  | 19 августа 1826 года  | Король Фернандо VII (1813—1833) | 299                            |
| | Мануэль Гонсалес Сальмон и Гомес де Торрес исп. Manuel González Salmón y Gómez de Torres И. о. Государственного секретаря до 15 октября 1830 года                       | 19 августа 1826 года  | 20 января 1832 года   | Король Фернандо VII (1813—1833) | 1980                           |
| | Франсиско Тадео Каломарде и Арриа исп. Francisco Tadeo Calomarde y Arría И. о. Государственного секретаря                                                               | 20 января 1832 года   | 22 февраля 1832 года  | Король Фернандо VII (1813—1833) | 33                             |
| | Антонио де Сааведра и Хофре граф Алькудия исп. Antonio de Saavedra y Jofré, VII conde de Alcudia И. о. Государственного секретаря                                       | 22 февраля 1832 года  | 1 октября 1832 года   | Король Фернандо VII (1813—1833) | 222                            |
| Хосе Кафранга Костилья исп. José Cafranga Costilla И. о. Государственного секретаря                                                                                             | 1 октября 1832 года | 29 ноября 1832 года   | 59                    | Король Фернандо VII (1813—1833) |                                |
| | Франсиско Сеа Бермудес исп. Francisco Cea Bermúdez (2-й срок) | 29 ноября 1832 года   | 15 января 1834 года   | Король Фернандо VII (1813—1833) | 412                            |